# 기도 (의학)

기도(氣道, 영어: respiratory tract) 또는 숨길은 산소를 받아들이고 이산화 탄소를 내보내는 호흡기이다. 사람의 경우 숨길은 해부학의 일부로 호흡 과정과 관련이 있다.
숨길은 세 부분으로 나뉜다:
- 상기도(upper respiratory tract): 코, 구강, 부비동, 인두, 후두
- 하기도(respiratory airways): 기관, 기관지
- 허파: 허파꽈리관(폐포관), 꽈리주머니(폐포주머니), 꽈리

숨길은 병원균이 감염되기 쉬운 장소이다. 상 기도 감염이 세계에서 가장 흔한 감염으로 여겨진다.
호흡기 대부분은 허파 안에 공티를 내보내는 파이프 역할을 한다. 꽈리는 산소와 이산화탄소를 피와 교환하는 유일한 허파 일부이다.

## 같이 보기
- 호흡 기관
- 기관 (기도)
- 기관지
- 세기관지 (영어 복수형은 bronchioles 또는 bronchioli)

## 참고 문헌
- Syllabus: Infectious Diseases